# Adam Ferguson
Adam Ferguson (Logierait, Perthshire, 20 de junio de 1723-St. Andrews, 22 de febrero de 1816) fue un filósofo, científico social e historiador de la Ilustración escocesa. Se le considera el padre de la sociología moderna.

## Biografía
Recibió las primeras enseñanzas en la escuela parroquial de Logierait y la escuela de gramática de Perth. Posteriormente, Ferguson realizó estudios en la Universidad de Edimburgo y la Universidad de St. Andrews. En 1745, debido a sus conocimientos de lengua gaélica, fue nombrado capellán adjunto del regimiento escocés de la Guardia Negra, aunque no había completado los necesarios seis años de estudios teológicos.
Sigue siendo un tema de debate en cuanto a si, en la batalla de Fontenoy (1745), Ferguson, luchó en las filas durante todo el día, y se negó a abandonar el campo, a pesar de la orden de hacerlo por su coronel. Sin embargo, ciertamente lo hizo bien, convirtiéndose en capellán principal en 1746. Continuó unido al regimiento, hasta 1754, cuando, decepcionado por no obtener un sustento suficiente, dejó el clero y decidió dedicarse a la literatura.
Después de residir en Leipzig por un tiempo, regresó a Edimburgo, donde en enero de 1757 sucedió a David Hume como conservador de la Biblioteca de Abogados (véase la Biblioteca de los defensores), pero pronto renunció a este cargo para convertirse en tutor de la familia del  conde de Bute. En 1759, Ferguson nombrado catedrático de Filosofía Natural de la Universidad de Edimburgo, y en 1764 fue trasladado a la cátedra de "neumáticos" (la filosofía mental) y a la de "filosofía moral".
Antes de renunciar a su cátedra en 1785, ya había escrito sus principales obras, entre las que destacan The Morality of Stage Plays Seriously Considered (1757); Essay on the History of Civil Society (1767); Institutes of Moral Philosophy (1769); y Remarks (1776), en la que Ferguson proponía condiciones de paz para los norteamericanos que luchaban en la Revolución Americana. En 1778, Ferguson viajó a Filadelfia con una comisión británica enviada para negociar con los revolucionarios estadounidenses. 
Su innovador análisis crítico de la división del trabajo fue recuperado por Schiller, Hegel y los mismísimo Marx en El capital: el escocés veía la especialización en el comercio como uno de los rasgos más llamativos  de las consecuencias no intencionadas de los actos humanos.
Pasó sus últimos años retirado en St. Andrews. Sir Walter Scott compuso su epitafio.
Obras importantes: An essay on the history of civil society (Ensayo sobre la historia de la sociedad civil).